# Parrsboro
Parrsboro ist eine Stadt im Cumberland County, Nova Scotia, Kanada mit 1205 Einwohnern (Stand: 2016). Die Stadt ist bekannt für das Ship's Company Theatre und das Fundy Geological Museum.

## Geschichte
Die Region wurde zu Beginn von Mi'kmaq Indianern bewohnt. Die ersten europäischen Kolonisten waren Akadier, welche 1755 von den Briten vertrieben wurden, da sie keine Treue auf den britischen König schworen. So wurde die Gegend von Farmern aus den Neuengland-Staaten besiedelt. Während der Amerikanischen Revolution kamen die Loyalisten als neue Siedler hinzu.
Die Stadt wurde 1784 nach John Parr, dem Gouverneur von Nova Scotia benannt und erhielt ihre Stadtrechte im Jahr 1889.
2011 betrug die Einwohnerzahl 1401.

## Wirtschaft
Parrsboro hatte Anfang des 20. Jahrhunderts seine Bedeutung als Hafenstadt und Umschlagplatz von Kohle aus der benachbarten Stadt Springhill. Eine Eisenbahnlinie verband beide Städte bis zum Minenunglück im Jahr 1958. Heute sind Forst- und Landwirtschaft sowie der Tourismus Einnahmequellen der Stadt.
Kerry Martens, Besitzer von Headz Gamez International, einem Unternehmen das Brettspiele produziert, möchte einen Teil seiner Produktion nach Parrsboro verlegen. Mit geplanten 1.500 Angestellten würde das Unternehmen zum größten Arbeitgeber Nova Scotias werden.
Ein Meeresströmungskraftwerk wird seit Herbst 2016 im Probebetrieb in der Bay betrieben, an welcher der Ort liegt.